# Eurodryas sebaldus
Eurodryas sebaldus är en fjärilsart som beskrevs av Schultz 1906. Eurodryas sebaldus ingår i släktet Eurodryas och familjen praktfjärilar. Inga underarter finns listade i Catalogue of Life.